# Mojo (album)
Albums de Tom Petty and the Heartbreakers
Live Anthology 1978-2007
(2009) Mojo Tour Edition
(2010)
Mojo est le 12e album studio réalisé par le groupe de rock américain Tom Petty and the Heartbreakers. Il est sorti le 15 juin 2010 sur le label américain Reprise Records et a été produit par Tom Petty, Mike Campbell et Ryan Ulyate.

## Historique
Cet album a été composé, repeté et enregistré au studio Clubhouse de Los Angeles entre avril 2008 et janvier 2010 dans des conditions proches du live. Il est le premier album avec les Heartbreakers depuis The Last DJ paru en 2002 et voit le retour du bassiste original des Heartbreakers, Ron Blair.
Mojo entrera directement à la 2e place du Billboard 200 avec 125 000 albums vendus la première semaine de sa parution. Il sera classé à la première place des charts du billboard dans la  catégorie "Rock Albums".
Cet album sera nommé le 2 décembre 2010 pour les Grammy Awards 2011 dans la catégorie "Best rock album". Le prix sera remporté par le groupe Muse pour son album The Resistance.

## Liste des titres
- Les titres suivis de * ont fait l'objet d'une vidéo sur le compte YouTube du groupe.

| 1.      | Jefferson Jericho Blues*                                 | Tom Petty             | 28 avril 2009     | 3:24 |
| 2.      | First Flash of Freedom*                                  | Petty / Mike Campbell | 5 mai 2009        | 6:53 |
| 3.      | Running Man's Bible                                      | Petty                 | 14 septembre 2009 | 6:05 |
| 4.      | The Trip To Pirate's Cove                                | Petty                 | 10 novembre 2009  | 5:00 |
| 5.      | Candy                                                    | Petty                 | 5 novembre        | 4:12 |
| 6.      | No Reason To Cry                                         | Petty                 | 8 mai 2009        | 3:04 |
| 7.      | I Should Have Know It*                                   | Petty / Campbell      | 7 janvier 2010    | 3:36 |
| 8.      | U.S. 41                                                  | Petty                 | 6 novembre 2009   | 3:01 |
| 9.      | Takin' My Time                                           | Petty                 | 6 mai 2009        | 4:21 |
| 10.     | Let Yourself Go                                          | Petty                 | 6 mai 2009        | 3:23 |
| 11.     | Don't Pull Me Over                                       | Petty                 | 21 septembre      | 4:05 |
| 12.     | Lover's Touch                                            | Petty                 | 11 janvier 2010   | 4:24 |
| 13.     | High in the Morning                                      | Petty                 | 29 avril 2009     | 3:36 |
| 14.     | Something Good Coming*                                   | Petty                 | 17 septembre 2009 | 4:11 |
| 15.     | Good Enough*                                             | Petty / Campbell      | 15 septembre 2009 | 5:57 |
| 16.     | Little Girl Blues (Bonus pour album sur iTunes)          | Petty / ?             | ?                 | 3:08 |
| 17.     | Mystery of Love (Outtake, pas fini à temps pour l'album) | Petty / ?             | ?                 | 3:56 |
| 1:07:57 |                                                          |                       |                   |      |

## Musiciens
- Tom Petty : chant, guitares, basse et guitare solo sur "Running Man's Bible"
- Mike Campbell : guitare solo, guitares, lap-steel
- Benmont Tench : claviers
- Ron Blair : basse
- Scott Thurston : guitares, harmonica
- Steve Ferrone : batterie, percussions

## Charts
Album
| Pays             | Durée du classement | Meilleur classement | Date            |
| ---------------- | ------------------- | ------------------- | --------------- |
| Allemagne        | 10 semaines         | 12e                 | 25 juin 2010    |
| Autriche         | 4 semaines          | 42e                 | 25 juin 2010    |
| Belgique (W)     | 5 semaines          | 47e                 | 17 octobre 2010 |
| Belgique (V)     | 3 semaines          | 59e                 | 26 juin 2010    |
| Canada           | 3 semaines          | 3e                  | 3 juillet 2010  |
| Espagne          | 4 semaines          | 40e                 | 20 juin 2010    |
| États-Unis       | 18 semaines         | 2e                  | 3 juillet 2010  |
| France           | 1 semaines          | 139e                | 19 juin 2010    |
| Italie           | 1 semaine           | 53e                 | 24 juin 2010    |
| Norvège          | 2 semaines          | 9e                  | 21 juin 2010    |
| Nouvelle-Zélande | 8 semaines          | 11e                 | 28 juin 2010    |
| Pays-Bas         | 2 semaines          | 60e                 | 19 juin 2010    |
| Royaume-Uni      | 2 semaines          | 38e                 | 26 juin 2010    |
| Suède            | 11 semaines         | 3e                  | 25 juin 2010    |
| Suisse           | 4 semaines          | 27e                 | 27 juin 2010    |

Single
| Single                   | Chart                     | Durée du classement | Position | Date           |
| ------------------------ | ------------------------- | ------------------- | -------- | -------------- |
| "I Should Have Known It" | Mainstream Rock Tracks    | 2 semaines          | 40e      | 3 juillet 2010 |
| "I Should Have Known It" | Adult Alternative Airplay | 16 semaines         | 4e       | 12 juin 2010   |